# Hanušovce nad Topľou
Hanušovce nad Topľou (maďarsky Tapolyhanusfalva) jsou město na severovýchodním Slovensku, v Prešovském kraji. Žije zde přibližně 3 800 obyvatel. Ve městě je památková zóna.

## Poloha
Město se nachází na pravém břehu řeky Topľa, v Beskydském předhoří, cca 22 km od Vranova nad Topľou a cca 25 km od Prešova.

### Vodní toky
Topľa, Hanušovský potok, Medziansky potok

### Vodní plochy
Nedaleko města, 12 km východně se nacházejí vodní nádrže Veľká Domaša a Malá Domaša.

## Historie
První písemná zmínka o městě je z roku 1332, kdy král Karel I. Robert udělil obyvatelům svobodné vsi Hanušovce městská práva. Již z roku 1317 však pochází zmínka o hanušovském statku. Název je odvozen od jména zdejšího dědičného šoltyse Hanusa. Od roku 1346 patřily Hanušovce do vlastnictví feudálního panstva Šóšovců, kteří zde panovali následující tři století. V polovině 15. století sídlili v okolí Hanušovců bratříci. Od roku 1635 se zde každoročně konalo šest trhů. V 17. století vzrostl význam Hanušovců zásluhou humanistické školy (gymnázia). Obyvatelé se živili zemědělstvím, ale rozvíjela se zde i řemesla, především koželužství a ševcovství.

## Současnost
Město tvoří poměrně nová zástavba, jejíž těžiště tvoří výstavba ve stylu tzv. socialistického realismu v kombinaci s typickou zástavbou rodinných domů charakteristickou v meziválečných letech. Některé nové ulice jsou vystavěny kvazimoderním stylem.

### Části města
Střed města je nazýván "varoš", ulice pod viaduktem Širiava a ulice Bukovská, její okolí se nazývá Bukovské.

### Ulice
Komenského, Budovaťeľská, Počekanec, Mierová, Sadová, Kukorelliho, Zámocká, Kláštorná, Záhradná, Širiava, Bukovské, SNP, Tehelná, Garbiarska, Slovenská, Pod Šibenou, Jarmočná, Štúrova, Prešovska.

### Stavby
Zajímavými stavbami jsou historické zámky, tzv. Veľký a Malý Kaštieľ.

### Památky
- K unikátním technickým památkám patří síť železničních viaduktů. Železniční most s největším obloukem ve střední Evropě se klene přímo nad městem, dosahujíc výšky 40 metrů a délky přes 400 metrů. Na katastru města se nacházejí ještě další dva, jeden nad údolím „Hrabovec“ a druhý hned za železniční stanicí v údolí "Hlibovec"

- Renesančně-barokní zámek z přelomu 17. a 18. století je v současnosti sídlem Vlastivědného muzea s cennou národopisnou a přírodovědeckou expozicí se zaměřením na území okresu Vranov nad Topľou.

#### Pomníky
- Pomník obětem SNP
- pamětní deska na dobu SNP u centrálního pilíře viaduktu

### Parky
Historický park u „Veľkého kaštielu“, s rozlohou 3 ha.

### Sport
- Fotbalový klub EKO+ Hanušovce nad Topľou - účastník IV. ligy,
- Karate klub DoJo,
- Basketbalový klub Pelikán,
- Hokejový klub Pelikán,
- Turistický oddíl KST Krokus

### Pravidelné akce
- Hanušovský jarmok
- Literární soutěž Ihnátove Hanušovce,
- Čorbovy Hanušovce - soutěž v psaní obecních kroník.

### Školství
Na území města se nacházejí čtyři typy škol: škola mateřská, základní, speciální základní a základní umělecká škola.
- Základní škola mjr. Ľudovíta Kukorelliho poskytuje výchovu žákům prvního (1. - 4. třída) a druhého (5. - 9. třída) stupně. Část žáků využívá i prostory speciální základní školy (tzv. staré školy) z důvodu nedostatku učebních prostor v budově tzv. nové školy.
- Speciální základní škola je zaměřená na výuku mentálně a tělesně postižených dětí a též romských žáků, kteří nejsou schopni zvládat učivo ZŠ.

Každý z těchto objektů disponuje vlastní tělocvičnou, přilehlým sportovním areálem, jídelnou ap.
- V základní umělecké škole se vyučuje v hudebním a výtvarném oboru. V hudebním oboru se žáci učí hře na klavír, akordeon, housle, kytaru a dechové nástroje.

### Partnerská města
- Velká Bíteš, Česko
- Nozdrzec, Polsko
- Debica, Polsko